# SN 2009ho
SN 2009ho – supernowa typu Ia odkryta 25 lipca 2009 roku w galaktyce UGC 1941. W momencie odkrycia miała maksymalną jasność 18,40m.